# Scărișoara (Krassó-Szörény megye)
Scărișoara románul: Scărișoara, falu Romániában, a Bánságban, Krassó-Szörény megyében.

## Fekvése
Bogoltény (Bogâltin) mellett fekvő település.

## Története
Scărişoara korábban Bogoltény (Bogâltin) része volt. 1956-ban vált külön 74 lakossal.
1966-ban 50 lakosából 49 román volt.
1977-ben 59, 1992-ben 23, 2002-ben pedig 25 lakosa volt.